# Ukres

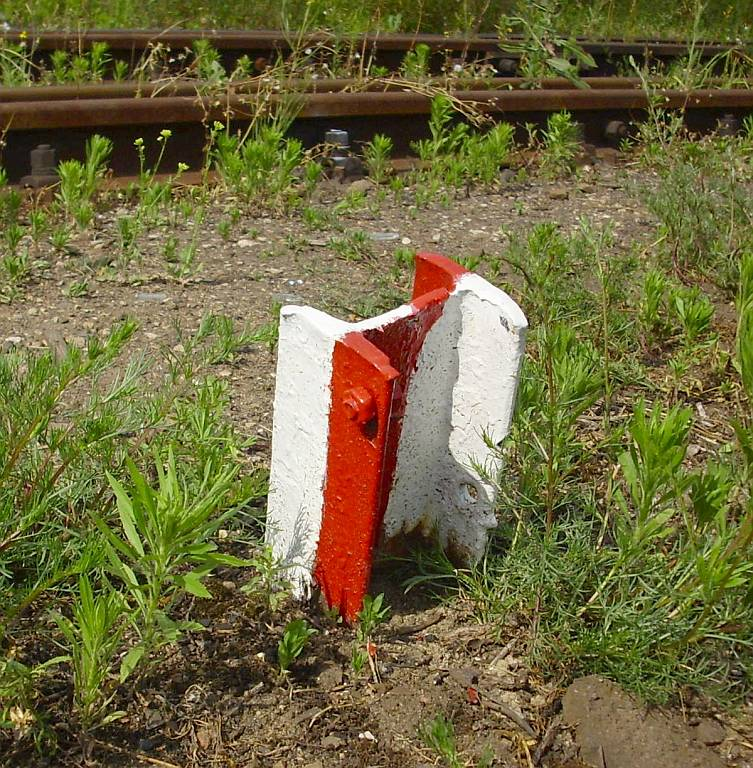
Słupek ukresowy wykonany z kawałka dwuteownika

Ukres – miejsce przy zbiegających się torach (rozjazd, skrzyżowanie torów), dokąd wolno zająć tor taborem bez uniemożliwiania przejazdu po drugim torze. Ukres jest wyznaczony przez miejsce, gdzie spotykają się skrajnie sąsiednich torów. W uproszczeniu, jest to miejsce dokąd można bezpiecznie zatrzymać skład, tak że jego obrys nie będzie zachodził na sąsiedni tor.

## Wskaźnik W17
W Polsce ukres jest oznaczany wskaźnikiem W17, mającym postać biało-czerwonego słupka (na ogół specjalny słupek ceramiczny; czasem stosuje się wkopany pomalowany kawałek szyny, dwuteownika, rury lub drewna). Umiejscowienie słupka ukresowego wyznaczane jest dla każdego rozjazdu przez właściwą sekcję drogową. Przy ustawianiu wskaźnika W17 uwzględnia się warunki lokalne takie jak przechyłkę toru, poszerzenie łuku itp.

## Znaki ukresu w innych krajach

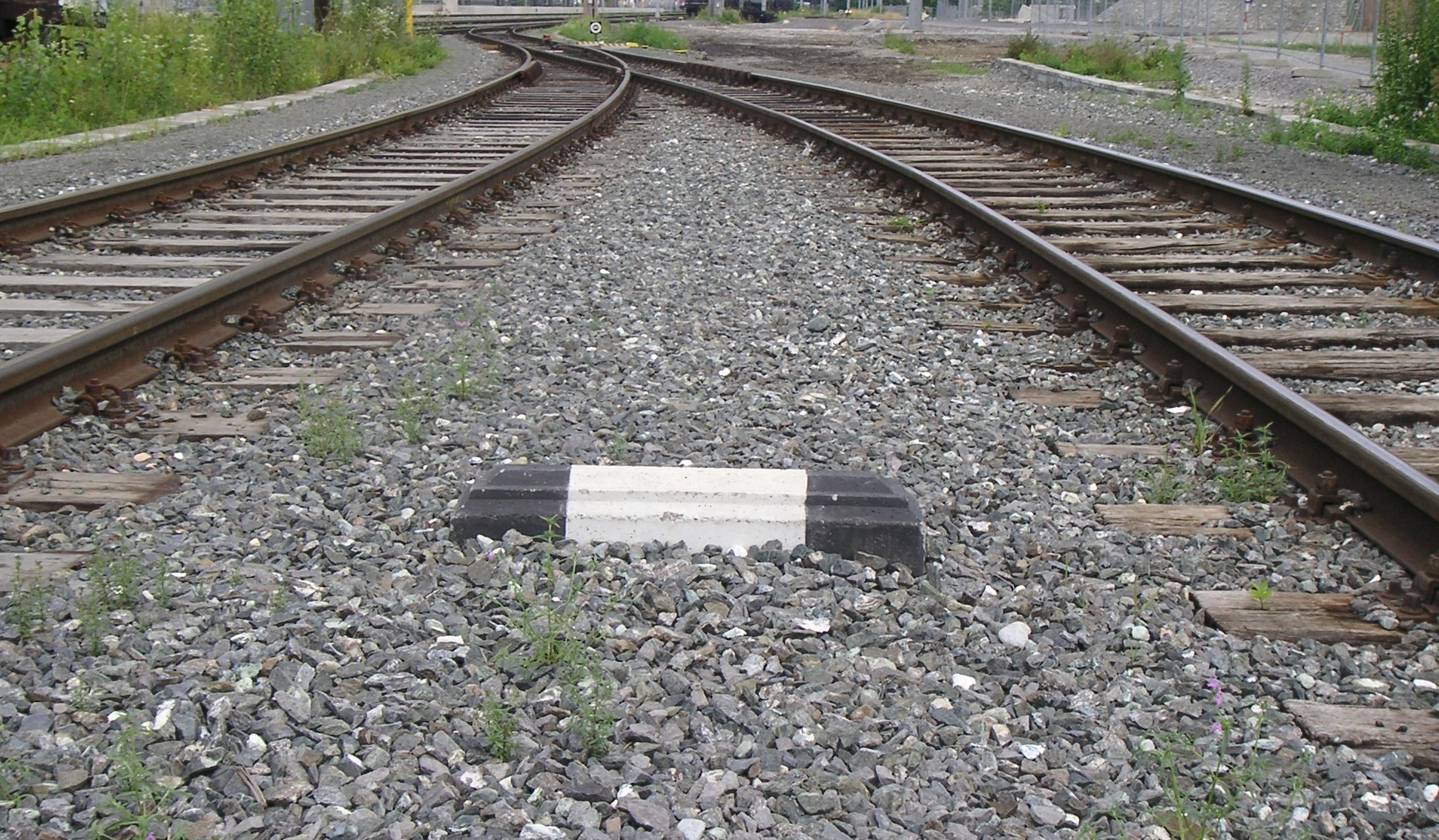
Austria
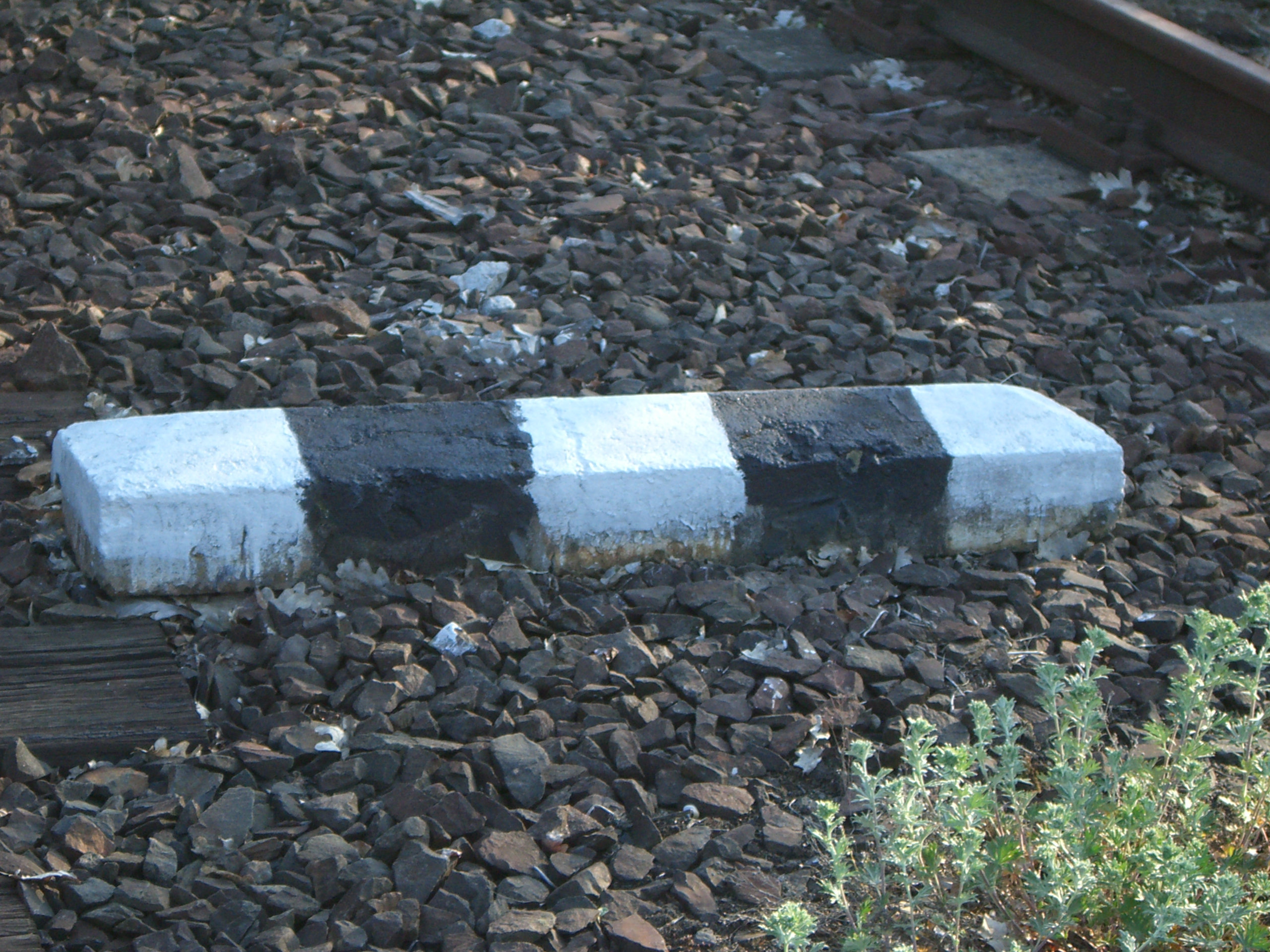
Czechy
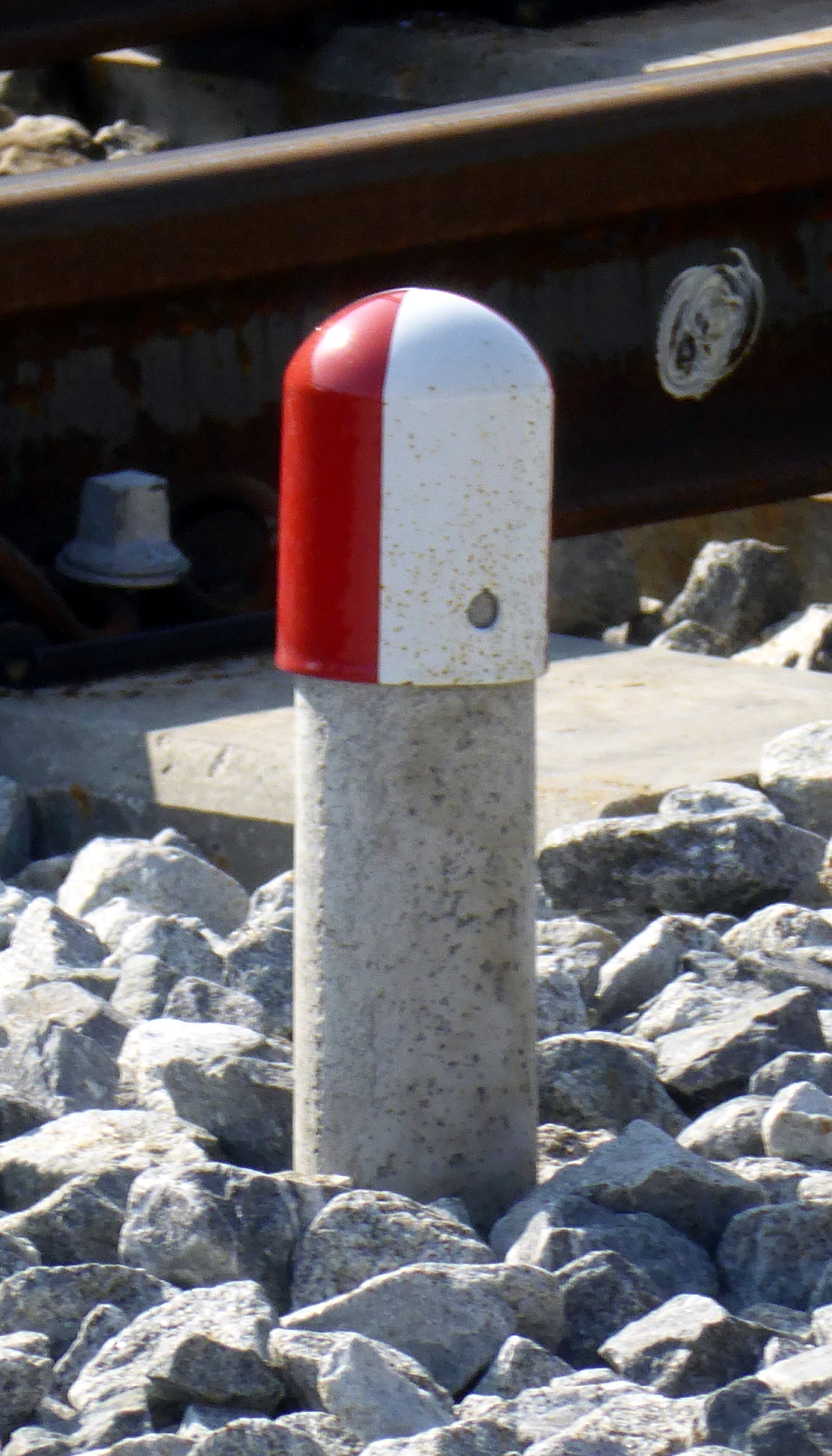
Niemcy
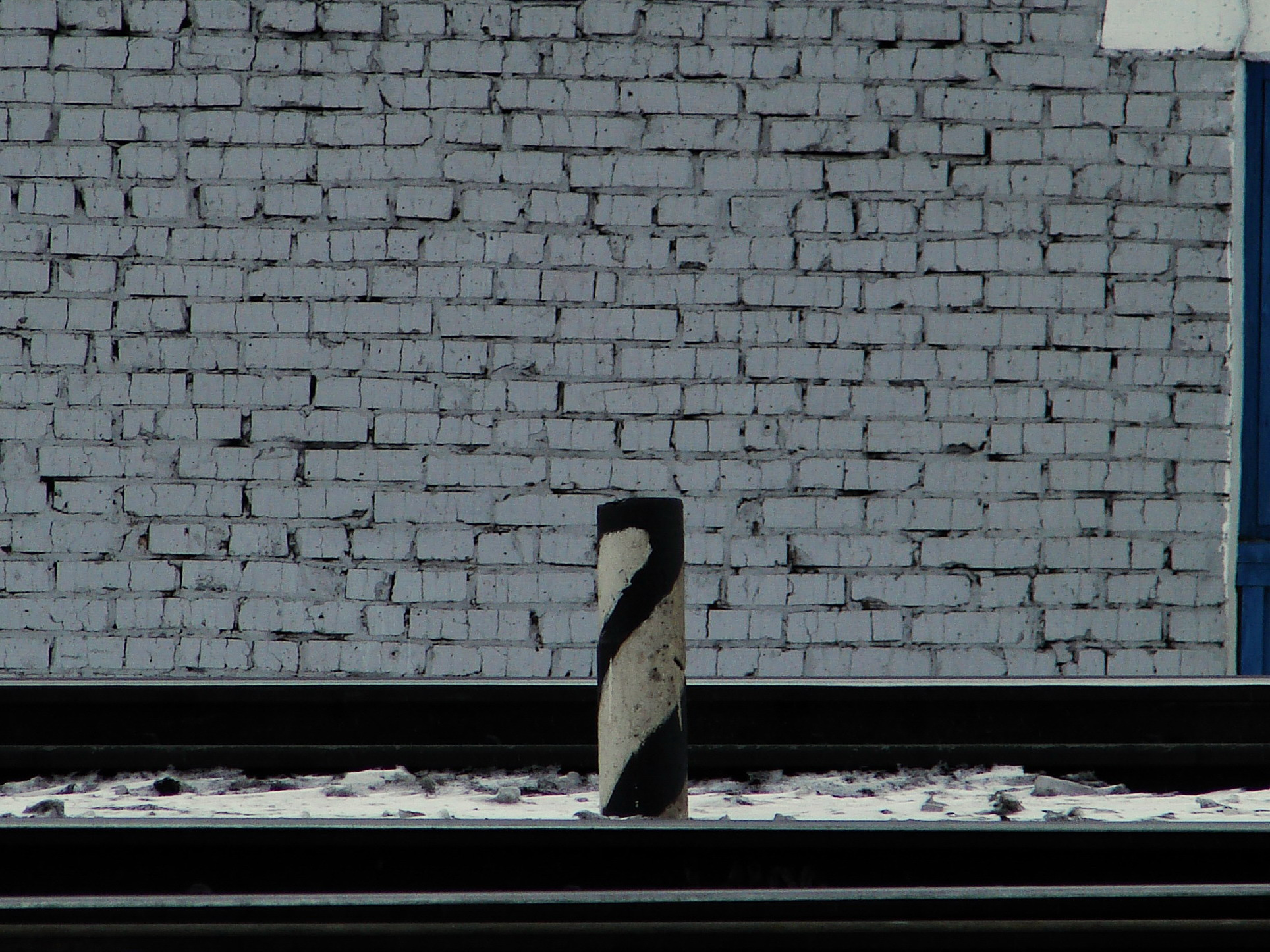
Rosja